# Enantia
Enantia là một chi bướm ngày thuộc phân họ Dismorphiinae. Chúng là loài đặc hữu của châu Mỹ.

## Các loài
- Enantia albania H.W. Bates, 1864) – Costa-spotted Mimic-White
- Enantia aloikea Brévignon, 1993
- Enantia citrinella (C. Felder & R. Felder, 1861)
- Enantia clarissa (Weymer, 1895)
- Enantia jethys (Boisduval, 1836) – Jethys Mimic-White
- Enantia limnorina (C. Felder & R. Felder, 1865)
- Enantia lina (Herbst, 1792) – White Mimic-White
- Enantia mazai Llorente, 1984) – De la Maza's Mimic-White
- Enantia melite (Linnaeus, 1763)

## Hình ảnh

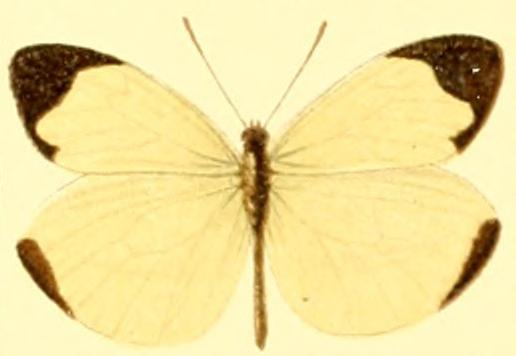
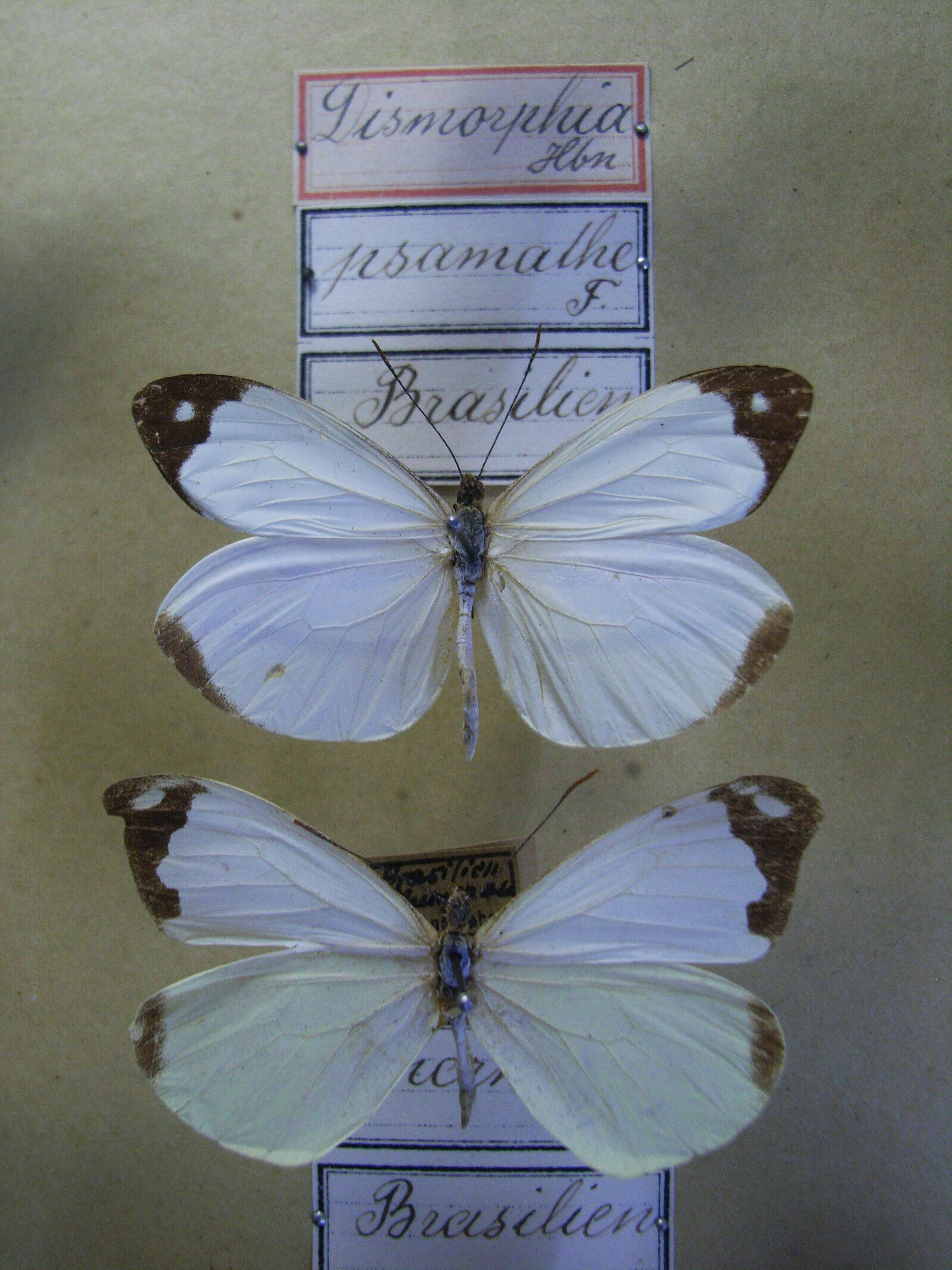